# Karmala
Die Karmala (I) war ein 1914 in Dienst gestelltes Passagierschiff der britischen Reederei Peninsular and Oriental Steam Navigation Company (P&O), das im Passagierverkehr von Großbritannien nach Indien und Australien eingesetzt wurde.

## Das Schiff
Das 8.947 BRT große Dampfschiff Karmala wurde bei Cammell, Laird & Company in Birkenhead für P&Os Passagier- und Frachtservice von England nach Indien und Australien gebaut. Sie sollte eigentlich Kandahar heißen. Sie war das dritte von sechs Schwesterschiffen, die auf den beiden Werften Cammell, Laird & Company und Caird & Company gebaut wurden, um die 9.000 BRT maßen und in den Jahren 1914 und 1915 in Dienst gestellt wurden. Die anderen waren die Khiva (II) (1914), die Khyber (I) (1914), die Kalyan (1915), die Kashgar (II) (1914) und die Kashmir (1915).
Das 146,3 Meter lange und 17,7 Meter breite Schiff hatte einen Schornstein, zwei Masten und zwei Schrauben und wurde von zwei Dampfmaschinen angetrieben, die eine Geschwindigkeit von 14 Knoten ermöglichten. Die Passagierkapazität lag bei 147 Reisenden in zwei Klassen. Die Karmala lief am 17. März 1914 vom Stapel und wurde am 22. Juni 1914 fertiggestellt. Im Ersten Weltkrieg diente die Karmala als Truppentransporter und war danach bis 1932 wieder im Passagierdienst tätig. Am 30. Juni 1932 traf das Schiff zum Abbruch in Yokohama ein.